# Państwowy zasób kadrowy
Państwowy zasób kadrowy – istniejący w latach 2006–2009 zbiór kandydatów na wysokie stanowiska państwowe. Wysokimi stanowiskami państwowymi były stanowiska, o których mowa w art. 4 ustawy z dnia 24 sierpnia 2006 r. o państwowym zasobie kadrowym i wysokich stanowiskach państwowych (Dz.U. z 2006 r. nr 170, poz. 1217).
Celem utworzenia państwowego zasobu kadrowego było stworzenie warunków do zapewnienia zawodowego, bezstronnego i rzetelnego wykonywania zadań na wysokich stanowiskach państwowych. Ustawa ustanawiająca regulowała też sposób wyboru i powoływania osób na wysokie stanowiska państwowe.
Państwowy zasób kadrowy 24 marca 2009 uległ likwidacji w związku z uchyleniem ustawy o państwowym zasobie kadrowym i wysokich stanowiskach państwowych przez art. 214 ustawy z dnia 21 listopada 2008 r. o służbie cywilnej (Dz.U. z 2008 r. nr 227, poz. 1505).

## Wysokie stanowiska państwowe
Dla potrzeb ustawy z dnia 24 sierpnia 2006 r. o państwowym zasobie kadrowym i wysokich stanowiskach państwowych do wysokich stanowisk państwowych zaliczono:
1. kierowników centralnych urzędów administracji rządowej i ich zastępców;
2. prezesów agencji państwowych i ich zastępców:
  1. Agencji Nieruchomości Rolnych,
  2. Agencji Restrukturyzacji i Modernizacji Rolnictwa,
  3. Agencji Rynku Rolnego,
  4. Polskiej Agencji Rozwoju Przedsiębiorczości,
  5. Wojskowej Agencji Mieszkaniowej,
  6. Agencji Mienia Wojskowego,
  7. Agencji Rezerw Materiałowych;
3. prezesów zarządów państwowych funduszy i ich zastępców:
  1. Państwowego Funduszu Rehabilitacji Osób Niepełnosprawnych,
  2. Narodowego Funduszu Ochrony Środowiska i Gospodarki Wodnej;
4. Prezesa Narodowego Funduszu Zdrowia;
5. Sekretarza Rady Ministrów;
6. wojewódzkich lekarzy weterynarii i ich zastępców;
7. kierowników państwowych jednostek organizacyjnych podległych lub nadzorowanych przez Prezesa Rady Ministrów lub właściwych ministrów i ich zastępców;
8. dyrektorów generalnych urzędów lub osoby na innych równoważnych stanowiskach utworzonych na podstawie odrębnych przepisów niż ustawa z dnia 24 sierpnia 2006 r. o państwowym zasobie kadrowym i wysokich stanowiskach państwowych;
9. kierujących departamentami lub komórkami równorzędnymi w ministerstwach i urzędach centralnych oraz urzędach obsługujących przewodniczących komitetów wchodzących w skład Rady Ministrów, Kancelarii Prezesa Rady Ministrów, urzędach wojewódzkich, państwowych jednostkach organizacyjnych, o których mowa w pkt 8 ustawy z dnia 24 sierpnia 2006 r. o państwowym zasobie kadrowym..., a także ich zastępcy;
10. stanowiska kierownicze, o których mowa w przepisach wydanych na podstawie art. 27 ust. 2 ustawy z dnia 27 lipca 2001 r. o służbie zagranicznej (Dz.U. z 2001 r. nr 128, poz. 1403).

## Zasób kadrowy
Państwowy zasób kadrowy tworzyli:
1. urzędnicy służby cywilnej;
2. osoby, które złożą z wynikiem pozytywnym egzamin przeprowadzany przez Krajową Szkołę Administracji Publicznej;
3. osoby, które wygrają konkurs ogłoszony przez Prezesa Rady Ministrów, o którym mowa w art. 8 ust. 1 ustawy z dnia 24 sierpnia 2006 r. o państwowym zasobie kadrowym...;
4. osoby mianowane przez Prezydenta Rzeczypospolitej Polskiej na pełnomocnych przedstawicieli Rzeczypospolitej Polskiej w innych państwach i przy organizacjach międzynarodowych,
5. osoby posiadające stopień naukowy doktora.

Przynależność do państwowego zasobu kadrowego ww. osób miała trwać przez okres dziesięciu lat od dnia wejścia do państwowego zasobu kadrowego. Po upływie tego okresu, ponowne wejście do państwowego zasobu kadrowego miało wymagać złożenia egzaminu z pozytywnym wynikiem.
Do państwowego zasobu kadrowego nie należały osoby, które zajmowały wysokie stanowiska kierownicze, a były oddelegowane, na podstawie odrębnych niż ww. ustawy, do wykonywania zadań poza jednostką organizacyjną, w której były zatrudnione.
Na podstawie przepisów przejściowych i końcowych do ustawy z dnia 24 sierpnia 2006 r. o państwowym zasobie kadrowym... państwowy zasób kadrowy tworzyli urzędnicy służby cywilnej oraz osoby, które z dniem wejścia w życie ustawy zajmowały bądź pełniły obowiązki na stanowiskach określonych w art. 4 ustawy, a także osoby, które pozostawały na urlopie bezpłatnym udzielonym w służbie cywilnej lub służbie zagranicznej, i zajmowały kierownicze stanowiska państwowe, określone w ustawie z dnia 31 lipca 1981 r. o wynagrodzeniu osób zajmujących kierownicze stanowiska państwowe (Dz.U. z 1981 r. nr 20, poz. 101).